# Maria Francesca Rossetti

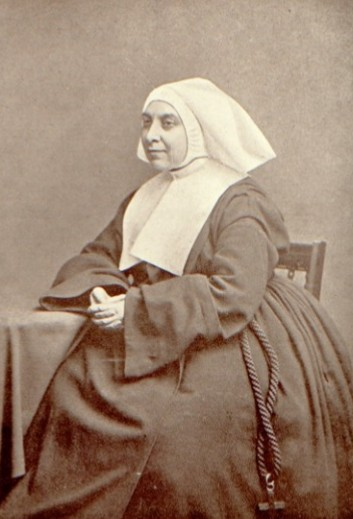
Maria Francesca Rossetti omstreeks 1874

Maria Francesca Rossetti (Londen, 17 februari 1827 - aldaar, 24 november 1876) was een Engels schrijfster. 
Maria Rossetti was een dochter van de oorspronkelijk uit Italië afkomstige dichter Gabriele Rossetti en de oudste zus van de eveneens als schrijvers actieve William Michael Rossetti en Christina Georgina Rossetti en van de dichter en kunstschilder Dante Gabriel Rossetti. Christina droeg haar gedicht Goblin Market op aan haar zuster.
In 1871 verscheen haar boek The Shadow of Dante: Being an essay towards studying himself, his world, and his pilgrimage. In haar latere leven werd Maria een Anglicaanse non. Zij werd begraven op Brompton Cemetery in het westen van Londen.